# Vên
Vên – pierwszy minialbum zespołu Eluveitie wydany w 2004 roku przez wytwórnię muzyczną Fear Dark Records.

## Lista utworów
| Nr | Tytuł utworu            | Długość |
| -- | ----------------------- | ------- |
| 1. | „D'vêritû Agâge D'bitu” | 2:29    |
| 2. | „Uis Elveti”            | 4:12    |
| 3. | „Ôrô”                   | 2:50    |
| 4. | „Lament”                | 3:34    |
| 5. | „Druid”                 | 6:18    |
| 6. | „Jêzaïg”                | 4:45    |
|    |                         | 24:08   |